# 아르메니아인 집단학살

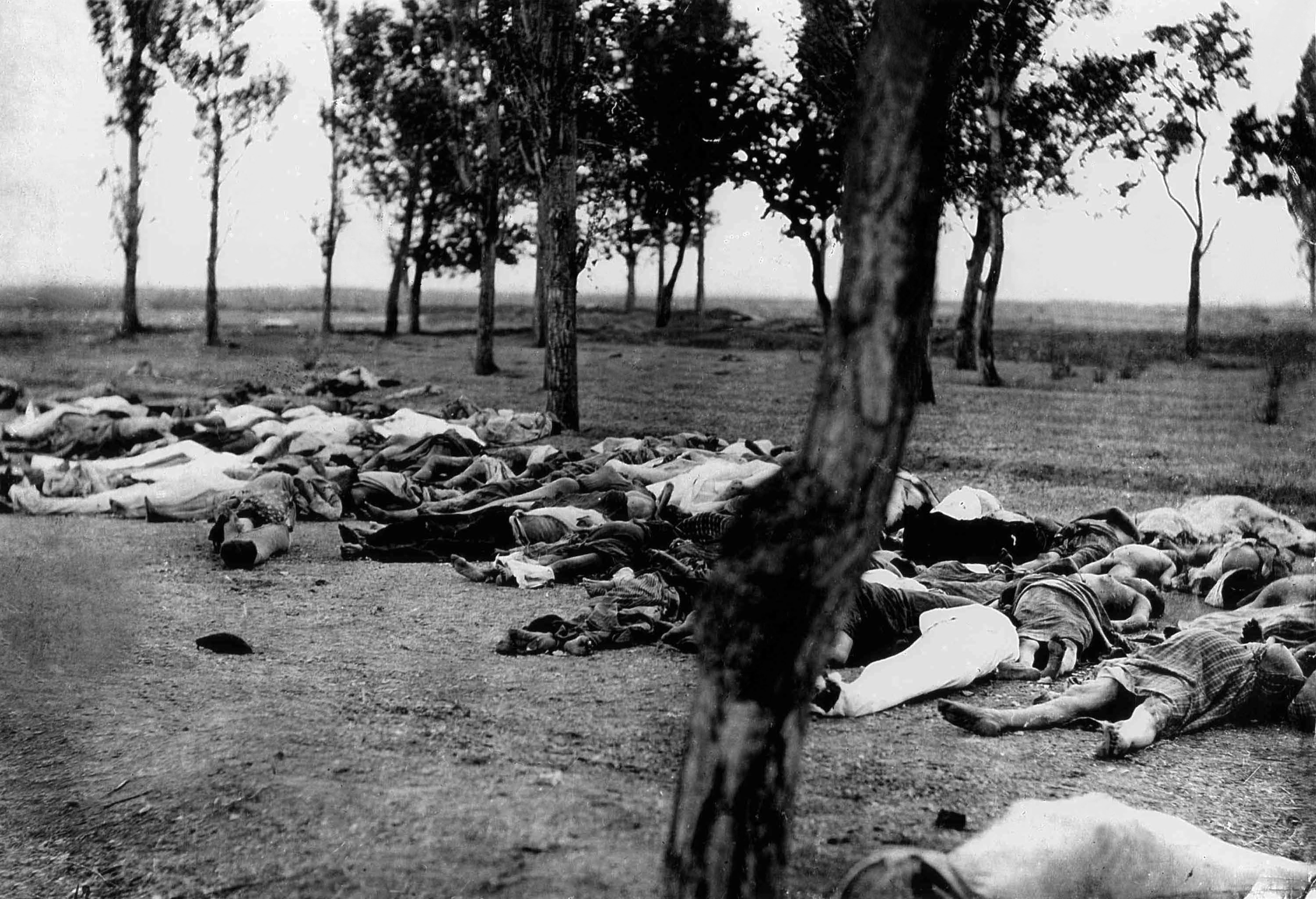

아르메니아인 집단학살(아르메니아어: Հայոց Ցեղասպանություն 하요츠 체가스파누튠 또는 Մեծ Եղեռն 메츠 예게른, 튀르키예어: Ermeni Soykırımı 에르메니 소이크르므[*])은 19세기 말에서 20세기 초까지 오스만 제국 또는 튀르키예 정부가 오스만 제국의 영토에 거주했던 소수 민족이자 변두리 지역에 거주하던 기독교계 아르메니아인을 집단적으로 살해한 사건이다. 제1차 세계 대전 중 튀르키예 정부의 아르메니아인 강제 이주가 시행되면서 수많은 아르메니아인이 목숨을 잃었다. 이 사건을 현대의 첫 조직적 집단학살 사건으로 인정하는 견해가 대다수이나, 튀르키예 정부에서는 이를 강제이주에 따른 희생이라고 주장하면서 집단학살을 인정하지 않고 있다.
그리스인 집단학살, 아시리아 집단학살과 함께 오스만 제국 후기 집단학살에 속하는 사건이다.

## 문제 개요
19세기 말과 20세기 초반에 두 번에 걸쳐서, 오스만 제국 내에 거주하던 아르메니아인에 대한 대규모 학살이 일어난 것은 정확히 역사적인 사실로 알려져 있으며, 아르메니아인 집단학살을 튀르키예에서 한밤 중에 조직적으로 튀르키예 군대가 아르메니아인을 집단학살한 사건이라고 주장하는 일부 사람들은 아르메니아 집단학살 사건과 관련된 사건을 아르메니아인 집단학살이라고 부르며, 가해자인 튀르키예 정부를 비난한다.
아르메니아인 집단학살 사건은 두 번에 걸쳐 벌어졌는데, 첫 번째는 압둘 하미드 2세 치세인 1894년에서 1896년에 걸쳐 행해진 집단학살 또는 습격이었다. 당시 이스탄불 등 서쪽의 대도시를 중심으로 오스만 제국 전체 국토에서 아르메니아인이 집단학살됐다.
두 번째는 제1차 세계 대전 중인 1915년에서 1916년에 걸쳐서 통일과 진보위원회(통칭은 통일파, 이른바 청년 투르크당) 정권에 의해 오래전부터 아르메니아인이 거주한 곳(대 아르메니아)의 남서쪽에서 있던 오스만 제국령 아나톨리아 동부에서 아르메니아인 강제 이주 정책으로 인해 대부분의 아르메니아인이 희생됐다. 두 번째 박해에서는 대부분의 아르메니아인이 조직적으로 집단학살돼 약 백만 명의 희생자가 나왔다. 대개 “아르메니아인 집단학살”이라고 하면 두 번째를 말하는 경우가 많다.
두 번째 아르메니아인 집단학살을 둘러싸고 1923년에 오스만 제국이 멸망하면서 성립한 튀르키예정부에서는 아르메니아인 집단학살 사건을 전시하의 강제 이주로 인해 대부분의 아르메니아인이 사망했다는 견해를 주장하고 있다. 아르메니아 민족에 대한 탄압이 아니라, 대전 중에 오스만 제국 전체에서 희생된 사람들 중에서 아르메니아 민족도 있었다고 주장하는 것이다.
한편 아르메니아인들은 집단학살을 나치 독일이 유대인과 집시들을 탄압한 홀로코스트와 같은 조직적 학살이었다고 주장하면서, 오스만 제국에서 튀르키예에 이르는 “튀르키예 국가”가 아르메니아 집단학살 사건에 대해 책임이 있다고 주장한다. 4월 24일은 1915년 튀르키예의 아르메니아인 집단학살이 일어난 사건을 기념하는 기념일이어서, 매년 튀르키예를 비판하는 국제적인 캠페인이 행해지고 있다.

## 박해 배경
오스만 제국에 있던 아르메니아인 사회는 아나톨리아 동부에 거주하던 농민들의 농촌 사회와, 이스탄불 등의 도시에 거주하는 상인들로 구성된 공동체로 나뉘어 있었다. 후자는 무역이나 금융업으로 성공해 부유한 상인층을 형성했고, 건축가나 조폐관 등의 직무로 들어가면서 궁정·중앙 행정에서 근무하는 사람이 많았다.
19세기로 들어가면서 아르메니아인과 오스만 제국의 이슬람교도 사이에 문제가 나타났다. 일부 부유층 사이에서는 서구와의 교류를 통해서 민족주의에 눈을 뜬 사람이 생겨났지만, 여전히 커다란 문제로 남아있었다. 그러던 중 러시아 제국이 남카프카스를 점령했고, 1877년에 일어난 러시아-튀르크 전쟁으로 아르메니아인 거주 지대의 북동부를 점령하던 상황이 발생하면서 결정적인 변화가 생겨났다.
러시아는 1878년의 산스테파노 조약으로 아나톨리아 동부의 에르주룸, 디야르바키르, 시바스 등 일대의 아르메니아인 거주 지역의 아르메니아인 권리 향상을 목표로 한 개혁 실시를 약속했다. 이것을 계기로, 오스만 제국령 내에서는 아르메니아인 민족 운동이 시작됐고, 제국 밖에서는 아르메니아인 민족주의자들이 훈체크, 다시나쿠시툰(다시나크파) 등 아르메니아인의 독립을 목표로 삼은 정당이 결성됐다. 그들 중에서 일부는 제국에서 비밀 지부를 설립하고, 오스만 관리를 노린 폭탄 테러 활동을 시작했다.
한편, 러시아-투르크 전쟁이 한창일 때 러시아 점령지에서 오스만 제국으로 망명한 무슬림 난민들로부터 기독교 아르메니아인이 러시아 군대와 협력하면서 무슬림을 몰아낸다는 소문이 퍼졌다. 이로 인해 도시에 거주하던 아르메니아인과 튀르키예인·쿠르드족 사이에서 적개심이 높아졌고 오스만 제국인의 무슬림들이 아르메니아인을 외국과 내통하고 테러를 벌이는 위험 분자로 보게 되었다.

## 제1차 아르메니아인 집단학살
1894년, 아나톨리아 동부의 비틀리스 주에서 거주하던 무슬림과 아르메니아인과의 대규모 충돌이 일어났다. 오스만 정부는 군대를 동원해 충돌을 진압했고, 2만 명이 넘는 희생자가 나왔다. 아르메니아인 민족주의 정당은 국제 사회에 호소했고, 유럽의 여러 나라는 오스만 제국의 대응을 비판했다. 1895년 1월 영국·프랑스·러시아 제국은 공동으로 아나톨리아 동부의 행정 개혁안을 제시하고, 그 이행을 오스만 제국에 통보했다. 1896년에 아르메니아인 혁명 조직이 이스탄불의 오스만 은행을 습격·점령한 사건이 발생했다. 결국 무슬림과 아르메니아인의 충돌이 다시 재연됐다.

## 제2차 아르메니아인 집단학살
제1차 세계대전 당시 오스만 제국은 동맹국 측에 가담하기로 결정했는데, 연합국 측의 러시아군은 오스만 제국의 동부 국경을 점령했다.
혼란에서 살아남은 아르메니아인들은 유럽이나 미국으로 이주했고, 오스만 제국령 동부 아나톨리아에 있던 아르메니아인 공동체는 완전히 소멸됐다.

## 피해자 수
이 일련의 박해에 의해 사망한 아르메니아인의 수는 가장 적게 추산하는 튀르키예 측 집계에 따르면 20만 명이고, 제일 많게 추산하는 아르메니아 측의 집계는 200만 명에 이르는 것으로 추정한다. 19세기 말에 오스만 제국령 아나톨리아 동부에 거주하던 아르메니아인 인구는 약 150만 명이라고 하는 통계가 있으며, 20년 후에 제1차 세계 대전이 발발했을 때의 인구도 자연 증가와 유출에 따른 감소로 거의 같은 수였을 것으로 보인다. 그 중 이미 러시아령으로 도망친 자, 가톨릭교·개신교·이슬람교로 개종하여 강제 이주의 대상에서 벗어난 자를 빼면 이중 상당수는 강제 이주를 당했다고 할 수 있다. 그 수는 약 80만 명에서 100만 명 정도라는 추정도 있으며, 미국·유럽·일본 등의 일부 연구자들은 60만 명에서 80만 명 정도라는 견해를 내놓고 있다.

## 집단학살 사건에 대한 견해 차이
이 문제가 지금도 더 심각한 정치적 문제를 포함하고 있으므로 “제2의 아르메니아인 집단학살”에 대한 견해는 긍정파와 부정파 사이에 커다란 차이가 있다. 따라서 집단학살을 둘러싼 역사적인 사실의 규명은 거의 이뤄지지 않았다고 할 수 있다.
집단학살을 부정하는 튀르키예 측에서는 희생자가 대부분 아르메니아인인 것은 전시 상황에서 최전선의 혼란으로 인한 불행으로 간주하고 있다. 즉 살해된 사람은 전투원이나 러시아와 내통한 스파이뿐이며, 4월 24일 최초의 희생자도 거기에 포함되었을 것이라고 한다. 또한 이 문제는 아르메니아 과격파의 테러로 비롯된 반(反)아르메니아 감정의 결과로서 발생한 현대적 민족 문제라고 한다.
유럽과 미국에서는 아르메니아인을 동정하는 사람이 많다. 또한 각국에서 아르메니아 로비가 존재하기 때문에 의회에서 비난 결의를 행했던 나라도 있고, 아르메니아인 집단학살이 실제로 존재했던 사건으로 여겨지고 있다.

## 아르메니아인 집단학살 문제의 영향
1991년 소비에트 연방에서 독립한 아르메니아는 튀르키예령으로 되어 있는 아르메니아인 거주 지역에 대해 영유권을 주장하기 시작했다. 이로 인해 이 문제는 영토 문제를 내포하는 정치 문제의 양상을 띠게 되었다. 튀르키예 영토의 옛 아르메니아인의 거주 지역은 쿠르드인이 대부분 살고있는 쿠르디스탄의 한 부분으로서, 쿠르드족 문제도 관계있다.
그리고 2012년 1월 23일 프랑스 의회는 "아르메니아인 대학살 부인 금지법"을 통과시키면서 양국간 갈등이 고조되었으며 튀르키예는 이에 정치, 군사 관계를 중단시켰다.